# 喬爾特基夫區
喬爾特基夫區（羅馬化：Chortkivskyi raion）是烏克蘭西部捷爾諾波爾州的一個區，行政中心設於喬爾特基夫，人口数量为326,745人（2021年估计）。

## 历史
2020年7月18日作为乌克兰行政区划改革的一部分，捷爾諾波爾州的区份数量减至3个，乔尔特基夫区的面积显著增加。改革前乔尔特基夫区的面积为903平方公里，2020年人口数量为42,832人。

## 行政区划
乔尔特基夫区下分为22个市镇。